# Thomas Delphis
Thomas Delphis (né le 1er juin 1999 à Annecy-le-Vieux), est un coureur cycliste français. 

## Biographie
Ancien footballeur, Thomas Delphis a joué au centre de formation du FC Annecy au poste de défenseur. Il est le fils de Jean-Pierre Delphis, lui-même ancien coureur cycliste. C'est finalement en 2017 qu'il opte pour le cyclisme au Vulco-VC Vaulx-en-Velin, à 18 ans, après une rupture des ligaments croisés du genou gauche,. Rapidement, il se fait remarquer par ses qualités de rouleur en terminant notamment troisième du Chrono des Nations juniors ou encore quatrième du championnat de France du contre-la-montre juniors. L'année suivante, il passe en catégorie espoirs mais connaît une saison plutôt discrète, en raison de diverses blessures.
En 2019, il rejoint le Chambéry CF, centre de formation de l'équipe AG2R La Mondiale, tout en poursuivant un cursus en DUT Génie Électrique et Informatique. Principalement équipier sur les grandes courses, il parvient à prendre la troisième place du championnat de France du contre-la-montre espoirs,. En 2020, il connait la consécration en devenant champion de France du contre-la-montre espoirs.
Il arrête sa carrière de coureur à l'issue de la saison 2023, à 24 ans.

## Palmarès

### Par année
- 2017
  - 3e du Chrono des Nations juniors
- 2019
  - 1re étape du Tour du Frioul-Vénétie julienne (contre-la-montre par équipes)
  - 3e du championnat de France du contre-la-montre espoirs
- 2020
  -  Champion de France du contre-la-montre espoirs
- 2021
  - Champion d'Auvergne-Rhône-Alpes du contre-la-montre par équipes[n 1]
  - 2e du championnat de France de contre-la-montre amateurs
  - 3e du championnat de France de contre-la-montre espoirs
- 2022
  - 2e du Tour du Loiret

### Classements mondiaux
| Année                                 | 2018  | 2019  | 2020 | 2021  |
| ------------------------------------- | ----- | ----- | ---- | ----- |
| Classement mondial                    | 2604e | 2091e | 987e | 1819e |
| UCI Europe Tour                       | 1738e | 1368e | 773e | 1250e |
|                                       |       |       |      |       |
| Légende : nc = non classéSource : UCI |       |       |      |       |